# 变色龙乐队
变色龙乐队（英語：The Chameleons）是一支英国摇滚乐队，1981年在大曼彻斯特郡米德尔顿成立。该乐队的经典阵容包括主唱兼贝斯手马克·伯吉斯（Mark Burgess）、吉他手雷格·史密斯（Reg Smithies）、吉他手戴夫·菲尔丁（Dave Fielding）以及鼓手约翰·利弗（John Lever）。
乐队于1983年发行了首张录音室专辑《Script of the Bridge》，又在1985和1986年分别发行了《What Does Anything Mean? Basically》以及《Strange Times》。1987年，乐队因经纪人突然去世而解散，乐队前成员开始分裂并重新组队，伯吉斯先和利弗一起成立了太阳与月亮乐队（Sun and the Moon），后来又和上帝之子乐队（the Sons of God）有过一段短暂的合作；菲尔丁则和史密斯组建了里格斯乐队（The Reegs）。
2000年，变色龙乐队重组并发行了他们的第四张录音室专辑《Why Call It Anything》（2001）以及两张原音乐专辑《Strip》（2000）和《This Never Ending Now》（2002）。2003年，乐队因队内矛盾再次解散。伯吉斯和利弗继续以ChameleonsVox的名义巡演变色龙歌曲，直到2017年利弗去世。
2021年，伯吉斯、史密斯与ChameleonsVox的两名成员一起重组了变色龙乐队。
变色龙乐队的吉他演奏充满氛围感，被认为是20世纪80年代最被低估的曼彻斯特乐队之一。他们没有像同时期的其他曼彻斯特乐队一样取得商业成功，却也因为乐队的独特个性得到了一批邪典追随者。 

## 历史

### 乐队成立与早期生涯（1981–1982）
变色龙乐队最初是一个三人乐队，于1981年由马克·伯吉斯（Mark Burgess）、雷格·史密斯（Reg Smithies）和戴夫·菲尔丁（Dave Fielding）在英国大曼彻斯特郡米德尔顿成立。其中伯吉斯担任主唱和贝斯手，史密西斯和菲尔丁均担任吉他手。三人都曾加入不同的青少年乐队进行表演。由于乐队缺少鼓手，他们后来招募了同在米德尔顿活动的布莱恩·斯科菲尔德（Brian Schofield），但他很快就被来自杜金菲尔德的鼓手约翰·利弗（John Lever）取代，1982至1983年，前杂志乐队鼓手马丁·杰克逊（Martin Jackson）曾短暂替代正在休假的利弗。乐队的音乐创作受到同时期U2乐队的启发，伯吉斯曾在一次采访中回忆：「U2的第一张专辑对我们来说意义重大，我们吉他的氛围营造很多是从The Edge（U2的吉他手）的吉他里学到的。」
1981年6月开始，乐队与BBC广播一台的DJ约翰·皮尔合作，进行过几次电台表演，随后，乐队与史诗唱片签约，当时的史诗唱片还是CBS的子公司。1982年3月，乐队发行了由史蒂夫·利利怀特制作的乐队首张单曲《In Shreds》。 单曲封面由史密斯设计，以诡异、抽象的画风画出一个被带着头盔的大人单手抱起的小孩，史密斯之后在乐队的所有单曲和专辑中担任封面设计。 在此期间，唱片公司对乐队的定位与乐队对独立性的追求发生了冲突，乐队很担心自己会变成像Altered Images一样因为屈从于CBS的包装而失去口碑，在和唱片公司的交涉中十分警觉，结果在《In Shreds》发行后不久就被CBS解约了。

### 《Script of the Bridge》与《What Does Anything Mean? Basically》（1983–1985）
被CBS解约后，乐队与英国唱片公司Statik Records（维珍唱片的子公司）签约，并于1983 年发行了首张录音室专辑Script of the Bridge，其中收录了《Up the Down Escalator》、《As High as You Can Go》和《A Person Isn't Safe Anywhere These Days》等单曲。这张专辑表现出伯吉斯雄厚的嗓音，巧妙地使用合成器与乐队标志性的吉他混响进行融合。 专辑发布时，NME 的一篇评论认为他们的吉他演奏受到U2和Echo & the Bunnymen的影响，将他们的音乐描述为「吉他在回声的斜坡上滑行与漂移，像是琴弦快要崩断，焦躁不安地应对着如疾风骤雨般的鼓点，时而愤怒地爆发出断奏，时而又归于和谐的细语。」（guitars slipping and sliding on slopes of echo, snapping their wires, fussing and fretting over stampeding drums, getting angry and staccato and falling to harmonic whispers）。 还有英国媒体对专辑封面进行了评论，说它看起来像是「70 年代创世纪乐队风格的插画被不太恰当地装点在封套上」（seventies Genesis style drawing rather unhappily adorning the sleeve）。
由于 Statik 是维珍唱片的子公司，该专辑没有参与英国独立排行榜的资格，导致英国音乐媒体对其报道减少。不过MCA 唱片在美国以删减了四首歌曲的形式发行了这张专辑，乐队为专辑被删减而非常愤怒，但专辑发行后乐队在1984年前往美国巡演，为乐队带来了大量在美国的忠实粉丝，乐队的歌曲也开始被美国大学电台大量点播。 
1985年5月20日，Statik发行了乐队的第二张录音室专辑《What Does Anything Mean? Basically》，随后还发行了包含乐队首单歌曲《In Shreds》的新单曲《Nostalgia》。这张专辑让乐队成为了一颗后朋克新星。

### 《Strange Times》与解散（1985–1987）
在《What Does Anything Mean? Basically》后，乐队进行了定期巡演。乐队的表现与乐队经纪人托尼·弗莱彻（Tony Fletcher）的努力一起说服了大卫·格芬，乐队签约格芬唱片公司 。1986年，格芬发行了乐队的第三张录音室专辑《Strange Times》，其中收录了单曲《Tears》和《Swamp Thing》。这张专辑主题黑暗而复杂，也是乐队在第一次解散前的最后一张唱片。这一期间，伯吉斯和菲尔丁越来越不对付，乐队出现了内部矛盾。1987年，弗莱彻因心脏骤停突然去世，乐队也随之因冲突彻底爆发而解散。
乐队在解散后发行了多张现场专辑和精选辑。1990年10月1日，为了纪念弗莱彻，乐队发行了重组前第一张EP《Tony Fletcher Walked on Water.... La La La La La-La La-La-La》，包含4首乐队在1987年解散前录好的歌。

### 解散后（1988–1999）
前成员在解散后又成立了一些新乐队，但都没有取得太大的成功。
伯吉斯和利弗组建了太阳与月亮乐队（the Sun and the Moon），招募安迪·惠特克（Andy Whitaker）和安迪·克莱格（Andy Clegg）取代史密西斯和菲尔丁。1988年，Geffen唱片公司发行了他们的同名录音室专辑，但次年就解散了。随后伯吉斯开始了单飞，利弗、惠特克和克莱格改名「Weaveworld」继续乐队活动，1991年发行了一张EP《Davy Jones》随后解散。
史密斯和菲尔丁在主唱加里·拉弗里（Gary Lavery）和一台鼓机的加入后组建了里格斯乐队（the Reegs），并在独立厂牌Imaginary Records的帮助下发行了两张录音室专辑《Return of the Seamonkeys》（1991）和《Rock the Magic Rock》（1992）。
1993年，伯吉斯发行了他的首张个人专辑《Zima Junction》，并于次年与他的伴奏乐队「Sons of God」一起在美国巡演。1994 年，他发行了另一张录音室专辑《Spring Blooms Tra-La 》以及一张现场专辑《Manchester 93》。1995 年，他与伊沃·阿尔塔纳（Yves Altana）发行了合作专辑《Paradyning》，随后与阿尔塔纳和鼓手杰夫·沃克（Geoff Walker）共同创立了Invincible乐队。1999年，他们以CD和数字版的形式自行发行了首张录音室专辑《Venus》。

### 第一次重组、《Why Call It Anything》和再次解散（2000–2021）
2000年1月，乐队为了准备5月将在阿什顿安德莱恩的The Witchwood酒吧举办的演出再次集结。The Witchwood是乐队最喜欢的演出场地之一。同年5月，乐队还发行了专辑《Strip》，其中收录了一些以原声形式重新演绎的旧歌。乐队在The Witchwood的演出获得成功，决定继续在欧洲进行一系列重聚巡演，同年秋天，乐队还前往美国加州举行了两场演出。2001年7月1日，他们发行了新的录音室专辑《Why Call It Anything》。2002年，乐队推出了一张原音乐专辑《This Never Ending Now》，还进行了一次完整的美国巡演。然而，2003年初，乐队因队内矛盾再度爆发再次解散。
第二次解散后，利弗短暂加入了曼彻斯特乐队Bushart，2008年，Bushart发行了首张专辑《Yesterday Is History》，由史密斯担任封面设计。
2009年，伯吉斯和利弗以「ChameleonsVox」名义重组，表演变色龙乐队的老歌。ChameleonsVox于2013年11月发行了一张EP《M+D=1(8)》。除了伯吉斯和利弗之外，ChameleonsVox还在不同时间招募了吉他手Roger Lavallee、Justin Lomery、Andrew Abernathy、Neil Dwerryhouse和Chris Oliver；贝斯手Frank Deserto和Jessica Espeleta；以及鼓手Glenn Maryansky、Yves Altana和Stephen Rice。利弗随后离开了ChameleonsVox。
2014年，利弗和菲尔丁重聚，并以「Red-Sided Garter Snakes」名义录制了专辑《Endless Sea》。该专辑邀请了Puressence的主唱James Mudriczki和Clegg参与，专辑于2015年7月发行。2017年5月5日，Red-Sided Garter Snakes发行了第二张专辑《Blue Lakes》。
2017年3月13日，约翰·利弗因病去世，享年55岁。

### 第二次重组（2021年至今）
2021年5月，变色龙乐队再次以官方名义重组。伯吉斯、史密斯与ChameleonsVox的成员吉他手Chris Oliver及鼓手Stephen Rice一起录制了一张现场专辑《Edge Sessions (Live from the Edge)》。这张现场专辑于2022年4月25日由Metropolis Records发行。
在Oliver和Rice的加入下，变色龙乐队宣布了他们20年来的首次巡演，原计划于2022年秋季在美国与The Mission和Theatre of Hate一起巡演。然而，该巡演最终推迟到了2023年。
2024年5月24日，乐队发布了21年来的首个新录音室EP《Where Are You?》。同时，他们宣布将在同年发行第五张专辑《Arctic Moon》。

## 音乐风格
在变色龙乐队的早期生涯中，乐队因其充满氛围感的声音，英国音乐媒体常用「声学建筑师」（sonic architects）和「声学大教堂」（sonic cathedrals）等词来形容他们的音乐风格，史密斯和菲尔丁用闪烁的吉他旋律构建了乐曲的层次感，而利弗和伯吉斯的鼓和贝斯为乐队提供了稳固的节奏基础。
变色龙乐队的崛起正值撒切尔主义开始影响英格兰昔日的工业城镇之时，他们的音乐充满了焦虑以及对安全、简单的生活的渴望。伯吉斯充满激情的嗓音与歌词相得益彰，触及了英国人对制造业工业衰退对许多社区造成的疏离感以及随之而来的社会秩序混乱的感慨。尽管他们的周围环境充满了凄凉的景观，乐队并没有被这种环境所束缚，而是试图超越它。伯吉斯在2013年表示，虽然在北英格兰的后工业化小镇的成长经历无疑会影响乐队的创作，但无论变色龙乐队源自何处，所表达的内容都会让全世界的人感到共鸣。

## 成员
主要成员
- 马克·伯吉斯（Mark Burgess）–贝斯手、主唱（1981–1987, 2000–2003, 2021至今）
- 雷格·史密斯（Reg Smithies）–吉他手、封面设计 (1981–1987, 2000–2003, 2021至今）
- Todd Demma –鼓手（2021至今）
- Stephen Rice –吉他手（2021至今）
- Danny Ashberry –键盘手（2021至今）

前成员
- 戴夫·菲尔丁（Dave Fielding） – guitars, keyboard (1981–1987, 2000–2003)
- 约翰·利弗（John Lever） – drums (1981, 1983–1987, 2000–2003; died 2017)
- Brian Schofield –鼓手（1981）
- Martin Jackson –鼓手（1982）
- Kwasi Asante – 打击乐手（2001–2003）

## 作品目录
录音室专辑
- Script of the Bridge（英语：Script of the Bridge） (1983)
- What Does Anything Mean? Basically（英语：What Does Anything Mean? Basically） (1985)
- Strange Times（英语：Strange Times (The Chameleons album)） (1986)
- Why Call It Anything（英语：Why Call It Anything） (2001)
- Arctic Moon (TBD)